# قانون إداري
القانون الإداري هو فرع من فروع القانون العام الداخلي وكذلك هو مجموعة من القواعد القانونية التي تنظم نشاط الإدارة و السلطة التنفيذية أثناء تأدية وظائفها الإدارية، وتبين كيفية إدارتها للمرافق العامة واستغلالها للأموال العامة بالإضافة إلى تحديد علاقة الدولة بموظفيها من حيث التعيين والترقية والتكليف والإعارة وغير ذلك من العلاقات. وهو فرع من القانون العام. ويعتبر الفقيه الفرنسي رينيه تشابوس أول من استخدم مصطلح (القانون الإداري) في مؤلفاته التي لا تزال مرجعاً لدراسة القانون الإداري.
هناك فرق بينه وبين النظام القانوني للمنازعات الإدارية الذي لا يمثل إلا جزءاً من قانون القضاء الإداري من ناحية وقواعد القانون الإداري من ناحية أخرى. وتطبق قواعد القانون الإداري على نشاط السلطة الإدارية وتخضع له علاقاتها مع الافراد سواء كانت هذه العلاقة إرادية أو غير إرادية.

## النشأة والتطور
تعد فرنسا هي المهد الرئيسي للقانون الإداري ومنها قد انتشر إلى جميع الدول الأخرى ، وقد أدت عوامل تاريخية لظهور القانون الإداري على مقدمتها الثورة الفرنسية التي أدت لظهور مبدأ الفصل بين السلطات الأمر الذي أدى لمنع المحاكم القضائية من الفصل في المنازعات الإدارية وعدم التدخل في أعمال الإدارة ؛ وحيث أدى ذلك لظهور النظام القضائي المزدوج ويعني ذلك وجود نوعين من القضاء في فرنسا هما ، القضاء العادي والذي يفصل في المنازعات التي تنشأ بين الأفراد والقضاء الإداري الذي يفصل في المنازعات الإدارية التي تنشأ بين الإدارة والأفراد. لذلك فإن الثورة الفرنسية قد أسهمت في حدوث الكثير من التطورات الأمر الذي أدى لإنشاء القضاء الإداري وعلى رأسه مجلس الدولة الفرنسي ثم أعقبه ظهور القانون الإداري في فرنسا  ونستعرض بذلك مراحل ظهور ونشأة القانون الإداري :

### مرحلة الإدارة القضائية (1790 - 1799)
كانت البرلمانات في هذه الفترة تمارس اختصاصات قضائية واسعة ، وتعرقل بذلك تنفيذ القرارات الصادرة من جهات الإدارة ونتيجة لذلك قرر رجال الثورة الفرنسية منع المحاكم القضائية القائمة في ذلك الوقت من الفصل في المنازعات الإدارية بهدف الحفاظ على استقلال جهات الإدارة وذلك من خلال مبدأ الفصل بين السلطات الثلاث كما قاموا بإلغاء البرلمانات السابقة واستبدلوها بمحاكم قضائية تعمل وفق قانون ينظمها حيث نصت المادة (13) من القانون التنظيمي لتلك المحاكم على ضرورة الفصل بين السلطة التنفيذية والقضائية فصلاً تاماً وهو ما ترتب عليه إنشاء الإدارة القضائية حيث كانت الإدارة ذاتها تفصل في المنازعات الإدارية التي تكون فيها الهيئات الإدارية طرفاً فيها ؛ وقد نتج عن ذلك أن أصبحت الإدارة تمارس وظيفة قضائية فكانت الإدارة هي الخصم والحكم في ذات الوقت مما حدا بـ نابليون بونابارت لإنشاء المحاكم الإدارية ومجلس الدولة.

### القضاء المقيد (1799 - 1872)
قام نابليون بإجراء إصلاحات في تنظيم القضاء بسبب شكاوى المواطنين من تعسف الإدارة وكان من أهم هذه الإصلاحات إنشاء المحاكم الإدارية أو مجالس الأقاليم في المحافظات غير أن هذه المجالس تصدر أحكام غير نافذة وغير نهائية بحيث تحتاج لتصديق سلطة إدارية أعلى في المحافظة ، كما كانت أحكام هذه المحاكم قابلة للطعن والاستئناف أمام مجلس الدولة الذي تم إنشائه في العاصمة حيث أن مجلس الدولة هو بمثابة هيئة لها اختصاصها القضائي والاستشاري والتشريعي بيد أن هذه الأحكام لا تعد نهائية بعد استئنافها حيث يجب أن تعرض على رئيس الدولة للتصديق ، لذلك تسمى هذه المرحلة بالقضاء المقيد.

### القضاء المفوض (1872 - 1889)
تم التعديل على قانون تنظيم القضاء في سنة 1872 وأصبحت بموجب التعديل الجديد المحاكم الإدارية ومجلس الدولة لهم الاختصاص في إصدار أحكام نهائية ونافذة في المنازعات الإدارية ، وهو ما يخرجها عن طابع القضاء المقيد ويعني ذلك أن الإدارة قد فوضت للقضاء الإداري في فرنسا سلطة البت النهائي المنازعات الإدارية وإصدار أحكام نافذة نهائية ؛ ورغم عن ذلك لم تكن السلطة مكتملة لدى القضاء الإداري حيث كان اختصاصه محدد على سبيل الحصر في قضايا معينه إلا أن هذا الأمر قد أنقلب بعد قضية أحد الموظفين ضد بلدية نيس حيث رفع هذا الموظف دعوى ضد البلدية بسبب أن البلدية قد أنهت خدماته لسبب إلغاء الوظيفة وقد قبل مجلس الدولة هذه الدعوى على الرغم من وجود القانون الذي يمنع الفصل في مثل هذه الدعاوى ، ومنذ ذلك الحين أصبح القضاء الإداري في فرنسا صاحب الاختصاص العام في جميع المنازعات الإدارية من الناحية الواقعية ، وقد عقب ذلك صدور إصلاحات في القانون تنظم عمل القضاء الإداري أكثر ، وقد تطور الأمر حيث تم إنشاء محاكم استئناف إدارية حيث أصبح مجلس الدولة بمثابة محكمة عليا في الأحكام الصادرة من المحاكم الاستئنافية الإدارية ، وبذلك أكتمل النظام القضائي الإداري بوجود درجات للتقاضي وهي المحاكم الابتدائية التي كانت تسمى بالمجالس الإقليمية ثم إنشاء المحاكم الاستئنافية ثم مجلس الدولة كسلطة عليا.

## التسمية
درج الفقه التقليدى في مصر وفرنسا على السواء على إطلاق اسم القضاء الادارى أو المنازعات الادارية على المؤلفات التي تتناول دراسة الرقابة على أعمال الإدارة العامة ومدى خضوع الإدارة للقانون واستعراض نظام مجلس الدولة وتحديد اختصاصاته القضائية والاستشارية وشؤون أعضائه.

## خصائص القانون الإداري
يمتاز القانون الإداري بمجموعة من الخصائص سنعرضها من خلال الآتي:
1- القانون الإداري حديث النشأة:
تعتبر فرنسا أقدم الدول عهداً بالقانون الإداري ويعد بذلك القانون الإداري حديث النشأة  بسبب أنه لم يولد إلا على النصف الثاني من القرن التاسع عشر، ولم تتبلور مبادئه وأسس نظريته إلا مع بداية القرن العشرين، فقد ولد في فرنسا مع نهاية عام 1799، حين تقرر إنشاء مجلس الدولة الفرنسي ليكون قطاعا إداريا يفصل في المنازعات الإدارية.
2-القانون الإداري قانون غير مقنن:
يقصد بعدم تقنين القانون الإداري أنه لا يوجد مجموعة تشريعية واحدة تحتوي على كافة النظريات والمبادئ والقواعد الرئيسية لهذا القانون على الرغم من انتشار حركة التقنيين إلا أن القانون الإداري لم تشمله حركة التقنين هذه رغم تميز قواعده ورسوخ مبادئه واكتمال نظرياته ، ويمكن تعليل عدم التقنين هذا بأسباب كثيرة منها أن نشأة القانون الإداري كانت قضائية بمعنى أن المشرع متمثلاً بجهاته لم يضع أحكام وقواعد القانون الإداري بل أن أحكام القضاء هي من بلورت وصقلت هذه القواعد والمبادئ ، كما أن قواعد القانون الإداري قد تكونت تدريجياً نتيجة التواتر العالي بين أحكام المحاكم الإدارية ومجلس الدولة الفرنسي ، إلى جانب سبب رئيسي وهو مرونة القانون الإداري وتطوره بصورة دائمة حيث أن عدم التقنين يعطي هذه المرونة المطلوبة.
إلا أن وجود تقنين القانون الإداري في مجموعة واحدة لا ينفي وجود التقنين الجزئي لبعض موضوعاته وقواعد القانون الإداري حيت توجد بعض التقنيات الجزئية مثل قانون الوظيفة العمومية وقانون الصفقات العمومية. وقانون تنظيم الجهاز الإداري للدولة وقانون تنظيم القضاء الإداري وغيرها من القوانين التي يتعذر جمعها في تقنين شامل نظراً لاختلاف المواضيع التي تنظمها.
3-القانون الإداري قانون سريع التطور:
تمتاز قواعد القانون الإداري بالمرونة والقابلية للتغيير والتطور نظراً لأنها لم تقنن في نصوص تشريعية جامدة أو ثابته تتطلب عملية تشريعية محددة للتعديل، فهي جاءت وليدة الظروف الواقعية وتطورات الحياة الإدارية والسياسية والاقتصادية والاجتماعية، لذلك يمكن اعتبار أن القانون الإداري مرن وسريع التطور بعكس القوانين الأخرى ؛ يعود ذلك لطبيعة المواضيع التي ينظمها القانون الإداري والعلاقات والروابط الناتجه عنها، فقواعد القانون الخاص مثلاً تمتاز بالثبات والاستقرار وقد تمر فترة طويلة دون أن يطالها التغيير حيث أن العلاقات الناتجة عن القانون الخاص تتطلب الثبات والاستقرار، ذلك كله على خلاف القانون الإداري الذي يعالج مواضيع ذات طبيعة خاصة متعلقة بنشاط الإدارة الذي يتمثل في تسيير وإدارة المرافق العامة والضبط الإداري الذي يحقق استقرار المجتمع، وبذلك تكون قواعد ومبادئ القانون الإداري تتغير وتتطور بصفة مستمرة لتواكب التغيرات في الحياة الإدارية.
4-القانون الإداري قانون قضائي:
يتميز بأنه قانون قضائي، نشأ عن طريق المبادئ والقواعد الإدارية التي خلقها، وقد ساعد على ذلك عدم تقنين أغلب قواعده، فكان لابد للقضاء أن ينهض بهذه المهمة من خلال وضع أسس ونظرياته. وإذا كان التشريع ينظم في الحقيقة بعض مواضيع القانون الإداري خاصة فيما يتعلق ببعض النصوص الدستورية والتشريعية واللائحية التي تحكم جوانب مهمة من علاقات الإدارة العامة فإن التشريع لا يزال قاصراً عن مجالات كثيرة متعلقة بقواعد القانون الإداري، ودور القضاء الإداري متميز عن القضاء العادي بحيث أن القضاء الإداري قضاء منشئ.